# Roos & Tegnér
Roos & Tegnér  var ett svenskt bokförlag inriktat på facklitteratur, grundat 2006. Företaget är beläget på Monbijougatan i Malmö. Förlaget hade ett systerförlag, Universus, som ger ut akademisk litteratur. Det köptes upp av bokförlaget Polaris år 2021, och tog över deras faktaboksutgivning under namnet Polaris fakta.
Roos & Tegnér var Malmöbaserat och grundades av Michael Tegnér och fotografen Anders Roos. Roos lämnade samarbetet 2015 men förlaget bibehöll det tidigare namnet.
Petra Ward tog över efter Michael Tegnér som VD år 2019, som fortsatte som styrelseordförande. År 2021 köptes Roos & Tegner av bokförlaget Polaris. Polaris grundades av  danska JP/Politiken och ville förstärka sin faktaboksuutgivning. Michael Tegnér lämnade sin post i företaget och Roos & Tegner gick upp i Polaris fakta, med Petra Ward som kommersiell chef och satsningar på ljudböcker. Hon lämnade Polaris fakta 2023, och blev VD för Warpi.